# Jacques-Yves Mulliez
 (janvier 2015).
Jacques-Yves Mulliez-Van den Berghe, né le 25 novembre 1917 au Longeron (Maine-et-Loire), mort le 2 novembre 2015 à Villeneuve-d'Ascq (Nord), fut un résistant pendant l'occupation allemande de la Seconde Guerre mondiale.

## Famille
Grande famille de Roubaix qui a fait fortune dans le textile à la fin du XIXe siècle, les Mulliez dirigent l'entreprise familiale de filature et de tissage du coton.

## Formation
Jacques-Yves Mulliez fait ses études secondaires à Roubaix, puis à Reims chez les Jésuites, avant d'intégrer l'Institut technique roubaisien. Chef scout, il milite un temps aux Volontaires Nationaux, mouvement de jeunesse des Croix-de-feu du colonel de La Rocque. En 1939, il choisit les chasseurs alpins à l'issue des cours d'élève-officier de réserve à Saint-Cyr.

## Drôle de guerre
Au 13e bataillon de chasseurs alpins (13e BCA), Jacques-Yves Mulliez sympathise avec un capitaine, Jacques Faure. Commandée par le colonel Antoine Béthouart, la 5e demi-brigade de chasseurs tient les avant-postes de la ligne Maginot. En janvier 1940, Béthouart constitue une brigade de haute-montagne prévue pour la Finlande, mais finalement envoyée à Namsos (Norvège). Mulliez est chef de section. Le 3 mai 1940, la BHM rembarque pour l'Écosse.

## Campagne de France
En mai 1940, c'est la campagne de France. Débarqué au Havre le 30 mai, le 13e BCA porté en camion sur la Bresle reçoit la mission de retarder les pointes allemandes qui ont franchi la Somme.
Le 12 juin, après de durs combats, le bataillon se rend, ayant épuisé toutes ses munitions. Mulliez tente de s'évader. Libéré sur intervention du maire de Marcq-en-Barœul (Nord), il gagne la zone non-occupée à bicyclette.

## Occupation allemande
À Vichy, Jacques-Yves Mulliez revoit Jacques Faure qui le présente au commandant Léon Simoneau du 2e Bureau de l'État-major de l'armée de terre, dirigé par le lieutenant-colonel Louis Baril. Chargé de monter un réseau de renseignement en zone interdite, Mulliez fait la connaissance de Raoul Beaumaine, de Georges Groussard et du docteur Martin. À Paris, il rencontre Alfred Heurteaux, chef du réseau Hector.

### Zone interdite
Dans le Nord et le Pas-de-Calais, Jacques-Yves Mulliez organise un réseau fondé sur ses relations d'avant-guerre (scoutisme, industrie) dont les renseignements sont transmis aux services spéciaux de Vichy. Un oncle, Jean Van den Berghe, avait été recommandé à Pierre de Froment par le 2e bureau EMA. Contre l'avis de Simoneau, Mulliez publie un journal clandestin, Les Petites Ailes, qui, sans être hostile aux Français Libres, soutient la politique du maréchal Pétain à cette époque-là (octobre 1940 - mai 1941). Treize numéros sont distribués. L'expérience intéresse Froment qui en parle à Robert Guédon et à Henri Frenay du Mouvement de libération nationale. Le titre est repris, à Lyon par Frenay et à Paris par Guédon (Les Petites Ailes de France). À l'été 1941, la Gestapo, très active en zone interdite, remonte les filières de Mulliez qui est contraint de se réfugier en zone non-occupée.

### Zone Sud
Affecté à l'état-major des Compagnons de France, créés après l'armistice pour encadrer 100 000 jeunes dispersés par l'exode, Jacques-Yves Mulliez a des contacts avec Pierre Dunoyer de Segonzac. Il aide à la création de la chorale des Compagnons de la chanson.
En octobre 1943, Mulliez encadre une école de maquis du réseau Périclès, dans le Périgord. Arrêté par la Feldgendarmerie, il s'échappe, grâce à sa forme physique. En novembre, il organise un camp-école en montagne, près de Grenoble. En mars 1944, il rejoint les maquis de l'Armée secrète en Haute-Savoie. En septembre, son unité participe aux combats de la Libération, en liaison avec les régiments de la 1re Armée française. La journée du 13 septembre lui vaut la croix de chevalier de la Légion d'honneur.

## Distinctions
En 1998, Jacques-Yves Mulliez a été fait officier de la Légion d'honneur.